# الجمعية الوطنية (مترو باريس)
الجمعية الوطنية (بالفرنسية: Assemblée nationale)‏ هي محطة مترو تابعة لمترو باريس تقع في فرنسا في الدائرة السابعة في باريس.

## معرض صور

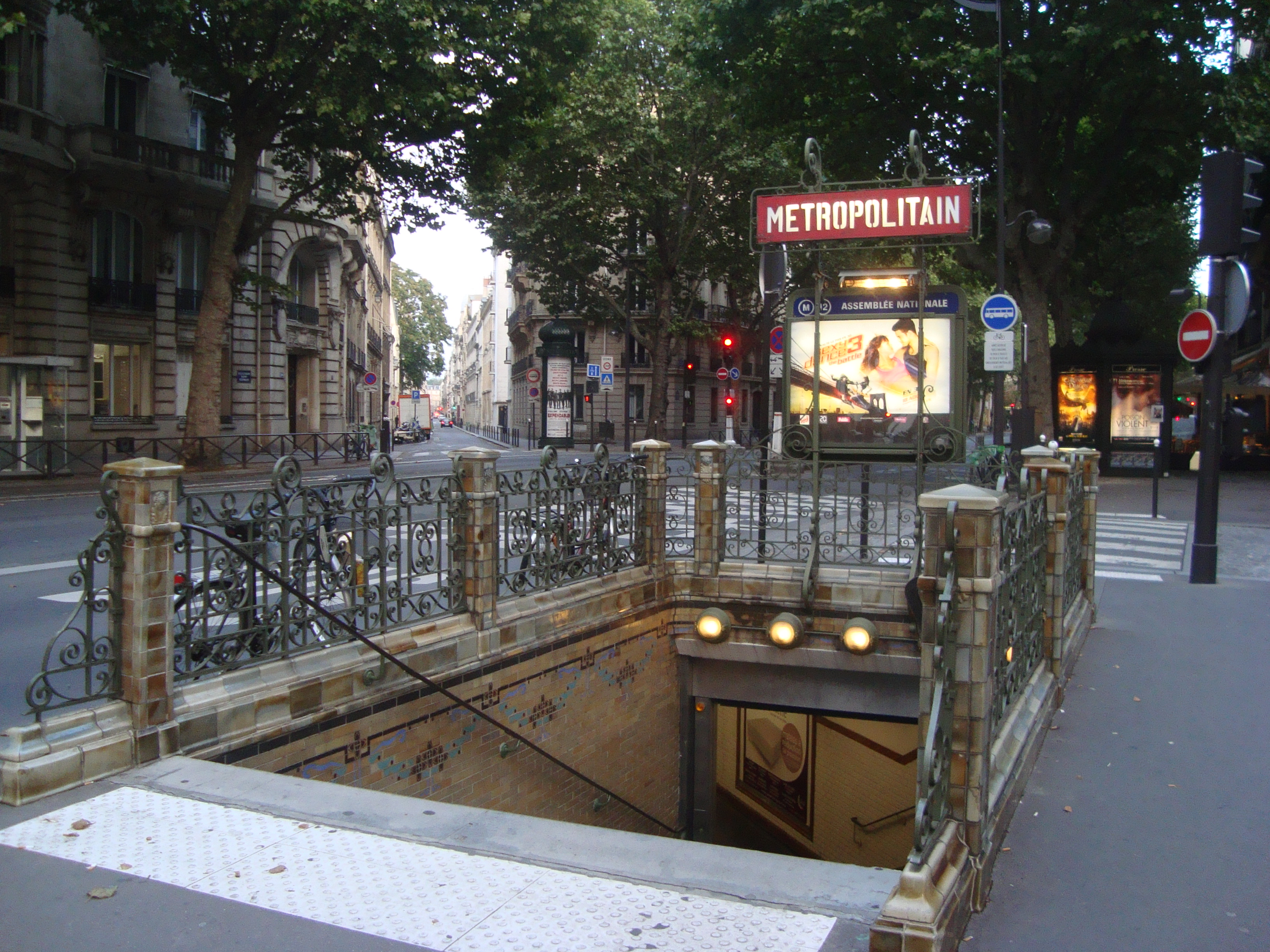
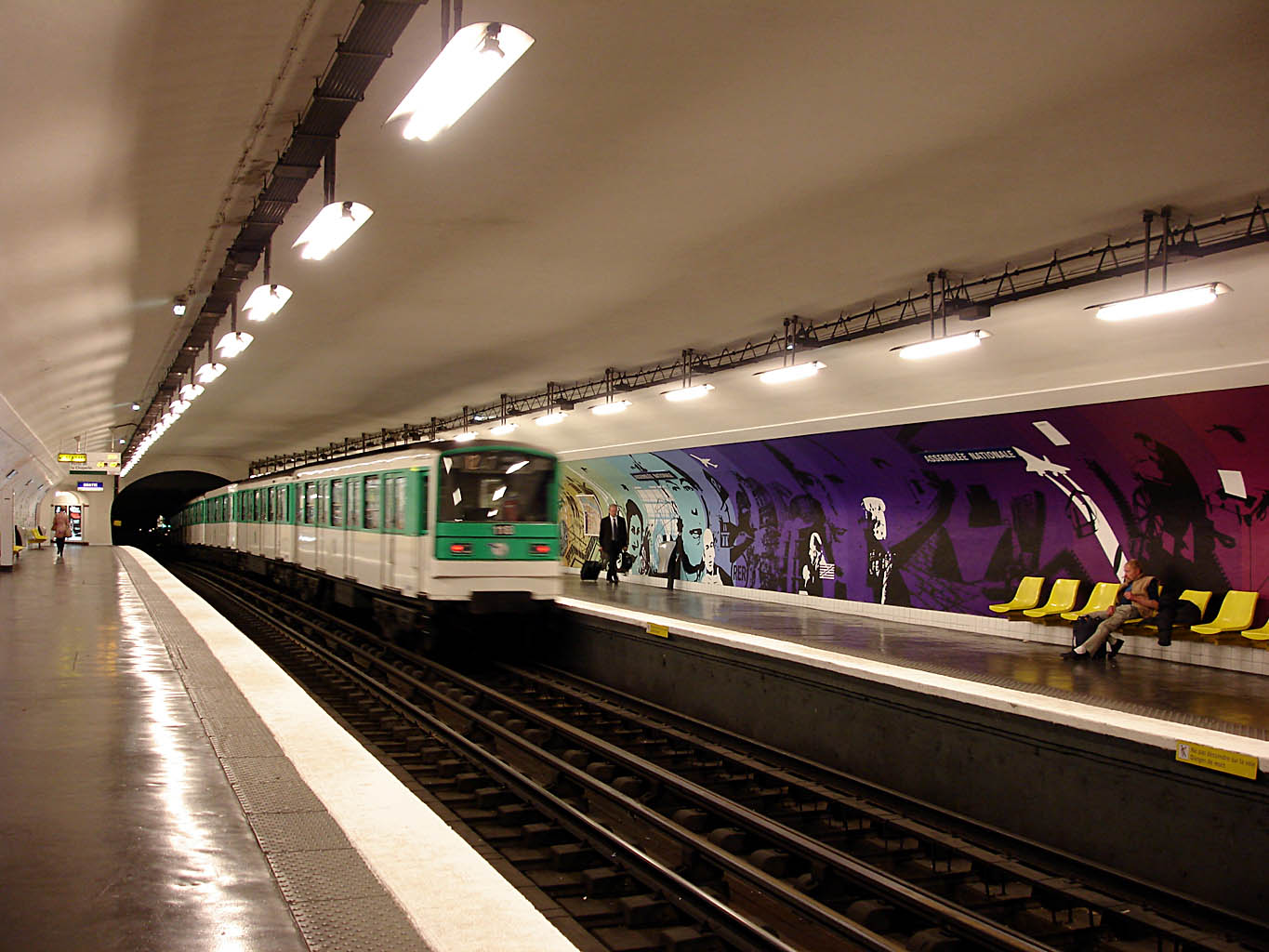
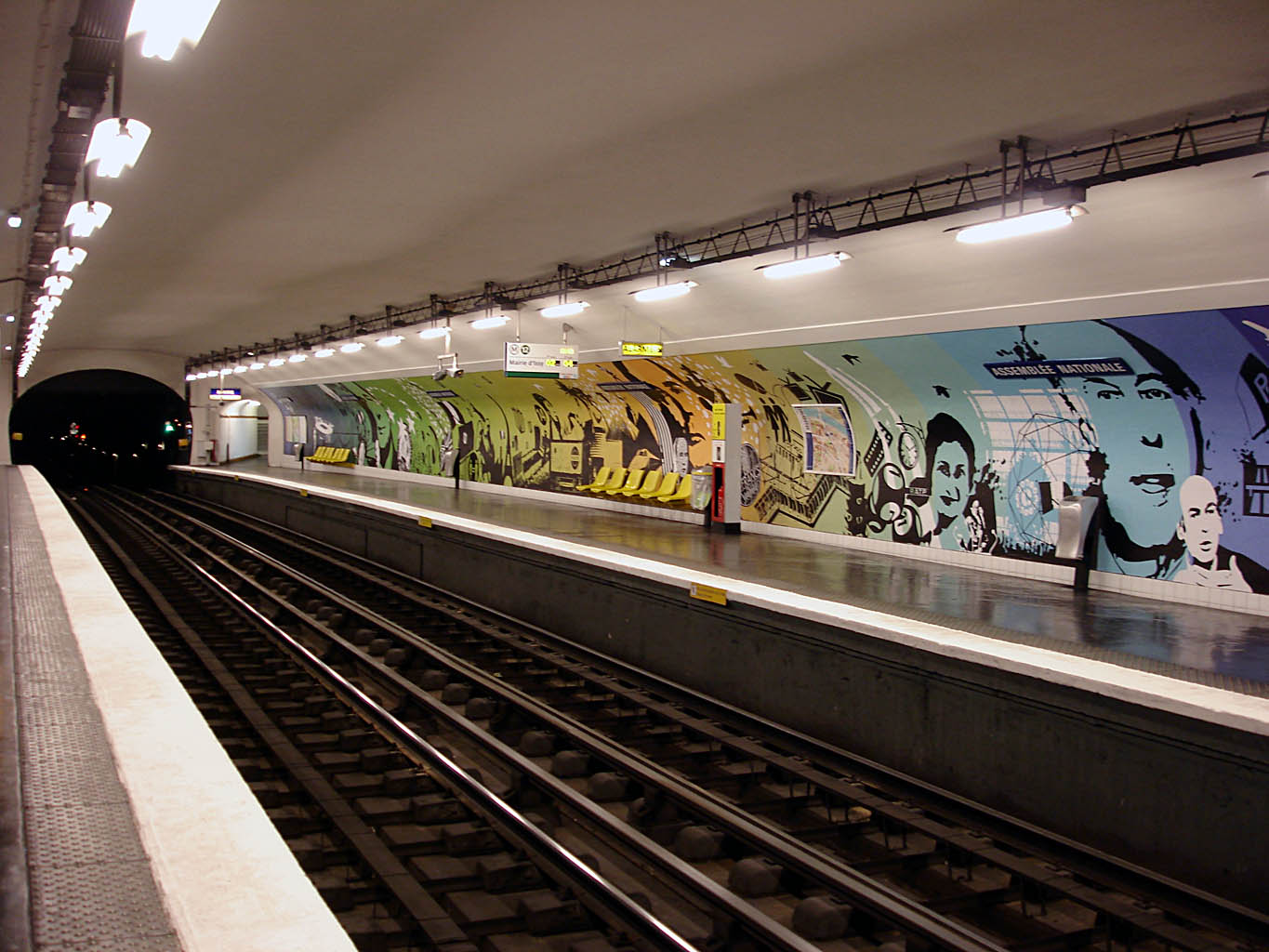

## مقالات ذات صلة
- مترو باريس
- قائمة محطات مترو باريس